# Max Rosenfeld (Maler)
Paul Wilhelm Max Rosenfeld, Pseudonyme Mark Risor und Harald Hartmund (* 5. April 1874 in Berlin; † 18. April 1948 in Dresden), war ein deutscher Maler der Düsseldorfer Schule und Bühnenautor.

## Leben
Rosenfeld, Sohn des Berliner Fabrikanten Carl Heinemann Rosenfeld und dessen Ehefrau Louise Emilie Auguste, geb. Obermeier, wuchs im historischen Zentrum Berlins auf. Die Berührung mit Berliner Schiffern und ihrem Liedgut vermittelte ihm eine Vorliebe für das Volkslied. Nach der Schule begann er die Malerei zu erlernen. Es traf ihn sehr, als 1892 das Geschäft des Vaters zusammenbrach und dieser kurz danach verstarb. Rosenfeld zog nach Düsseldorf, wo er an der Kunstakademie Porträt- und Historienmalerei studierte. In Berlin und Dresden setzte er seine Studien fort. Außerdem studierte er dort die Fächer Literatur- und Kunstgeschichte. Seinen Lebensunterhalt bestritt er durch Stundengeben und gelegentliche künstlerische Arbeiten. Nach Reisen durch Deutschland, Österreich, die Schweiz und die Niederlande, Belgien, Frankreich und Italien ließ er sich in Dresden-Strehlen nieder.
Seine Gemälde zeigte Rosenfeld unter anderem auf Ausstellungen des Münchner Glaspalastes. 1931 war er mit Kopien nach Tizian und Rembrandt auf der Kunstausstellung der Münchner Künstlergenossenschaft vertreten.
Max Rosenfeld heiratete am 5. August 1901 in Berlin Ida Louise Tugendreich Wohlgemuth (1873–1936). Der gemeinsame Sohn Maximilian Friedrich Heinrich Rosenfeld wurde 1902 in Berlin geboren. Max Rosenfeld verstarb am 18. April 1948 im Stadtkrankenhaus Dresden-Johannstadt, Fetscherstraße, an Leberkrebs.

## Bühnenwerke (Auswahl)
- Poesie und Magenknurren, Schwank, 1906
- Babel, Drama, 1908
- Sarai, Drama, 1909